# Hybrid 4G LTE
Hybrid 4G LTE（ハイブリッドフォージーエルティーイー）とは、ソフトバンクモバイルの提供するSoftBank 4GとSoftBank 4G LTEの2種のLTE方式が利用可能となるサービスである。

## 概要
これまでソフトバンクモバイルでは、スマートフォン向けのLTEとしてSoftBank 4G(TD-LTE)をAndroid向け、SoftBank 4G LTE(FDD-LTE)をiPhone向けと分けて提供してきたが、2013年12月に発売のAndroid端末からは両方のLTEが利用可能となり、このサービスがHybrid 4G LTEである。
Hybrid 4G LTEを利用するには後述する対応機種が必要である。対応機種であれば、回線の切り替えが自動で行われ、利用可能なサービスや料金も同一となる。
また、接続される回線の優先順位としては、AXGP、FDD-LTE、3Gの順となっており、利用可能な回線の中でより高速な回線へ接続されるようになっている(画面上は、AXGP、FDD-LTEのいずれも「4G」で表示されるため、区別はできない)。

## 対応機種
2013年〜2014年の冬春モデル以降のAndroid端末とiPhone 6/6 Plusが対応機種である。なお、SIMフリー端末でもFD-LTE及びTD-LTEの両方式に対応した機種であれば利用可能である。
- AQUOS PHONE Xx 302SH
- AQUOS PHONE Xx mini 303SH
- ARROWS A 301F
- DM016SH(Disney Mobile on SoftBank向け端末)
- AQUOS Xx 304SH
- AQUOS CRYSTRAL
- AQUOS CRYSTRAL X
- iPhone 6
- iPhone 6 Plus
- Xperia Z3 401SO
- Galaxy S6 Edge 404SC
- Xperia Z4 402SO
- AQUOS CRYSTAL 2 403SH
- AQUOS Xx 404SH
- Xperia Z5 501SO

Y!mobileブランド(かつてのワイモバイル株式会社のサービスを当時のソフトバンクモバイル株式会社が継承したもの)でも、Hybrid 4G LTEのMVNO端末（いわゆる「電話サービス(タイプ1)」）が存在する。
- 302KC…AXGP利用時、下り最大76Mbpsまで
- 402LG
- 404KC
- 501LG
- 503HW
- 403SH
- 404SH